# Goniothalamus borneensis
Goniothalamus borneensis este o specie de plante din genul Goniothalamus, familia Annonaceae, descrisă de Mat-salleh. Conform Catalogue of Life specia Goniothalamus borneensis nu are subspecii cunoscute.